# Dvojitý smrk u Šindelové
Dvojitý smrk u Šindelové je památný strom - smrk ztepilý (Picea abies), který roste na okraji smrčiny vlevo od cesty, která spojuje zámeček Favorit s chráněnou modřínovou alejí, JJZ od Šindelové v okrese Sokolov v Karlovarském kraji. Jedná se o smrkový dvojkmen, jehož oba rovnocenné kmeny spolu srostly od paty až do dvoumetrové výšky s měřeným obvodem 359 cm, výškou 35 m (měření 2004). Za památný byl vyhlášen v roce 2006 jako esteticky zajímavý strom.
Je zároveň uveden na seznamu významných stromů Lesů České republiky.

## Stromy v okolí
- Modřínová alej u Šindelové
- Smrk u kříže za Favoritem
- Modříny u Favoritu
- Smrk pod zámeckou skálou (zaniklý)
- Vysoký smrk pod Favoritem
- Klen v Horní Oboře
- Modřín v Horní Oboře
- Jíva v Horní Oboře
- Jindřichovický klen
- Martinské lípy v Jindřichovicích